# بيف فرنسيس
بيف فرنسيس (بالإنجليزية: Bev Francis)‏ هي لاعبة دفع الجلة أسترالية، ولدت في 15 فبراير 1955 في غيلونغ في أستراليا.